# CONCACAF Gold Cup 2002
De CONCACAF Gold Cup 2002 was de zesde editie van de CONCACAF Gold Cup, het voetbalkampioenschap van Noord- en Centraal-Amerika. Het toernooi werd gehouden in Miami en Pasadena en duurde van 18 januari tot 2 februari 2002.
De twaalf teams die meededen werden verdeeld over vier groepen van drie landen. De eerste twee van elke groep gingen naar de kwartfinale. Ecuador en Zuid-Korea waren uitgenodigd.

## Play-off
De nummer 4 van de Caribbean Cup 2001 en de UNCAF Nations Cup 2001 speelden een play off wedstrijd voor 1 plek in het hoofdtoernooi. 
|                                 |        |       |      |        |
| 29 juli 2001 «onderlinge duels» | Panama | 0 – 0 | Cuba | Panama |
| 29 juli 2001 «onderlinge duels» |        |       |      | Panama |

|                                    |                   |       |        |      |
| 5 augustus 2001 «onderlinge duels» | Cuba              | 1 – 0 | Panama | Cuba |
| 5 augustus 2001 «onderlinge duels» | Serguei Prado 79' |       |        | Cuba |

Cuba gekwalificeerd voor het hoofdtoernooi.

## Deelnemende landen
| Team                                                                      | Kwalificatie           | Aantal deelnames       |
| Noord-Amerikaanse zone                                                    | Noord-Amerikaanse zone | Noord-Amerikaanse zone |
| ------------------------------------------------------------------------- | ---------------------- | ---------------------- |
| Verenigde Staten                                                          | Gastland               | 6de                    |
| Mexico                                                                    | Gastland               | 6de                    |
| Canada (t)                                                                | Automatisch geplaatst  | 5de                    |
| Caraïben gekwalificeerd na deelname aan de Caribbean Cup 2001             |                        |                        |
| Trinidad en Tobago                                                        | Winnaar                | 5de                    |
| Haïti                                                                     | 2e plek                | 2de                    |
| Martinique                                                                | 3d plek                | 2de                    |
| Cuba                                                                      | play off               | 2de                    |
| Centraal-Amerika gekwalificeerd na deelname aan de UNCAF Nations Cup 2001 |                        |                        |
| Guatemala                                                                 | Winnaar                | 5de                    |
| Costa Rica                                                                | 2de plaats             | 5de                    |
| El Salvador                                                               | 3de plaats             | 3de                    |
| Uitgenodigde landen                                                       |                        |                        |
| Ecuador                                                                   |                        | 1ste                   |
| Zuid-Korea                                                                |                        | 2de                    |

- (t) = titelverdediger

## Speelsteden
| Pasadena                     | · Miami Pasadena | Miami                                |
| Rose Bowl Capaciteit: 93.000 | · Miami Pasadena | Miami Orange Bowl Capaciteit: 74.476 |
|                              | · Miami Pasadena |                                      |

## Scheidsrechters
| Naam              | Geboren    | Duels | Kreeg geel | Kreeg voor de tweede keer geel en dus rood | Weggestuurd |
| ----------------- | ---------- | ----- | ---------- | ------------------------------------------ | ----------- |
| Carlos Batres     | 02/04/1968 | 3     | 13         | -                                          | 1           |
| Gilberto Alcalá   | 25/07/1963 | 2     | 3          | -                                          | -           |
| Noel Bynoe        |            | 2     | 8          | -                                          | -           |
| Brian Hall        | 05/06/1961 | 2     | 10         | -                                          | 1           |
| José Pineda       | 25/03/1971 | 2     | 11         | -                                          | -           |
| Peter Prendergast | 23/09/1963 | 2     | 7          | -                                          | 1           |
| Samuel Richard    |            | 2     | 13         | -                                          | 1           |
| Rodolfo Sibrian   | 30/11/1963 | 2     | 4          | -                                          | 1           |
| Roger Zambrano    | 09/11/1961 | 2     | 7          | -                                          | -           |
| Roberto Moreno    | 05/04/1970 | 1     | 2          | -                                          | -           |
| Totaal            | Totaal     | 20    | 78         | 0                                          | 5           |

## Groepsfase

### Groep A
| Land        | Wed | Win | Gel | Ver | DV | DT | +/− | Pnt |
| ----------- | --- | --- | --- | --- | -- | -- | --- | --- |
| Mexico      | 2   | 2   | 0   | 0   | 4  | 1  | +3  | 6   |
| El Salvador | 2   | 1   | 0   | 1   | 1  | 1  | 0   | 3   |
| Guatemala   | 2   | 0   | 0   | 2   | 1  | 4  | –3  | 0   |

|                                    |             |                  |            |                                                                                     |
| 18 januari 2002 «onderlinge duels» | El Salvador | 0 – 1            | Mexico     | Rose Bowl, Pasadena Toeschouwers: 42.117 Scheidsrechter: Rogger Zambrano ( Ecuador) |
| 18 januari 2002 «onderlinge duels» |             | Wedstrijdverslag | García 31' | Rose Bowl, Pasadena Toeschouwers: 42.117 Scheidsrechter: Rogger Zambrano ( Ecuador) |

|                                    |                                   |                  |           |                                                                                       |
| 20 januari 2002 «onderlinge duels» | Mexico                            | 3 – 1            | Guatemala | Rose Bowl, Pasadena Toeschouwers: 31.244 Scheidsrechter: Peter Prendergast ( Jamaica) |
| 20 januari 2002 «onderlinge duels» | Bautista 28' Garcés 38' Ochoa 90' | Wedstrijdverslag | Plata 36' | Rose Bowl, Pasadena Toeschouwers: 31.244 Scheidsrechter: Peter Prendergast ( Jamaica) |

|                                    |           |                  |             |                                                                                     |
| 22 januari 2002 «onderlinge duels» | Guatemala | 0 – 1            | El Salvador | Rose Bowl, Pasadena Toeschouwers: 12.906 Scheidsrechter: Rogger Zambrano ( Ecuador) |
| 22 januari 2002 «onderlinge duels» |           | Wedstrijdverslag | Cabrera 58' | Rose Bowl, Pasadena Toeschouwers: 12.906 Scheidsrechter: Rogger Zambrano ( Ecuador) |

### Groep B
| Land             | Wed | Win | Gel | Ver | DV | DT | +/− | Pnt |
| ---------------- | --- | --- | --- | --- | -- | -- | --- | --- |
| Verenigde Staten | 2   | 2   | 0   | 0   | 3  | 1  | +2  | 6   |
| Zuid-Korea       | 2   | 0   | 1   | 1   | 1  | 2  | –1  | 1   |
| Cuba             | 2   | 0   | 1   | 1   | 0  | 1  | –1  | 1   |

|                                    |                         |                  |                    |                                                                                                   |
| 18 januari 2002 «onderlinge duels» | Verenigde Staten        | 2 – 1            | Zuid-Korea         | Rose Bowl, Pasadena Toeschouwers: 42.117 Scheidsrechter: Samuel Richard ( Dominicaanse Republiek) |
| 18 januari 2002 «onderlinge duels» | Donovan 36' Beasley 90' | Wedstrijdverslag | Song Chong-Gug 38' | Rose Bowl, Pasadena Toeschouwers: 42.117 Scheidsrechter: Samuel Richard ( Dominicaanse Republiek) |

|                                    |      |                  |                  |                                                                                  |
| 20 januari 2002 «onderlinge duels» | Cuba | 0 – 1            | Verenigde Staten | Rose Bowl, Pasadena Toeschouwers: 31.244 Scheidsrechter: José Pineda ( Honduras) |
| 20 januari 2002 «onderlinge duels» |      | Wedstrijdverslag | McBride 22'      | Rose Bowl, Pasadena Toeschouwers: 31.244 Scheidsrechter: José Pineda ( Honduras) |

|                                    |                  |       |      |                                                                                           |
| 22 januari 2002 «onderlinge duels» | Zuid-Korea       | 0 – 0 | Cuba | Rose Bowl, Pasadena Toeschouwers: 12.906 Scheidsrechter: Noel Bynoe ( Trinidad en Tobago) |
| 22 januari 2002 «onderlinge duels» | Wedstrijdverslag |       |      | Rose Bowl, Pasadena Toeschouwers: 12.906 Scheidsrechter: Noel Bynoe ( Trinidad en Tobago) |

### Groep C
| Land               | Wed | Win | Gel | Ver | DV | DT | +/− | Pnt |
| ------------------ | --- | --- | --- | --- | -- | -- | --- | --- |
| Costa Rica         | 2   | 1   | 1   | 0   | 3  | 1  | +2  | 4   |
| Martinique         | 2   | 1   | 0   | 1   | 1  | 2  | –1  | 3   |
| Trinidad en Tobago | 2   | 0   | 1   | 1   | 1  | 2  | –1  | 1   |

|                 |            |                  |                        |                                                                                   |
| 17 januari 2002 | Martinique | 0 – 2            | Costa Rica             | Orange Bowl, Miami Toeschouwers: 14.508 Scheidsrechter: Gilberto Alcalá ( Mexico) |
| 17 januari 2002 |            | Wedstrijdverslag | Meford 38' Fonseca 55' | Orange Bowl, Miami Toeschouwers: 14.508 Scheidsrechter: Gilberto Alcalá ( Mexico) |

|                                    |             |                  |                    |                                                                                        |
| 19 januari 2002 «onderlinge duels» | Costa Rica  | 1 – 1            | Trinidad en Tobago | Orange Bowl, Miami Toeschouwers: 12.253 Scheidsrechter: Brian Hall ( Verenigde Staten) |
| 19 januari 2002 «onderlinge duels» | Fonseca 56' | Wedstrijdverslag | John 90'           | Orange Bowl, Miami Toeschouwers: 12.253 Scheidsrechter: Brian Hall ( Verenigde Staten) |

|                 |                    |                  |            |                                                                                       |
| 21 januari 2002 | Trinidad en Tobago | 0 – 1            | Martinique | Orange Bowl, Miami Toeschouwers: 3.827 Scheidsrechter: Rodolfo Sibrián ( El Salvador) |
| 21 januari 2002 |                    | Wedstrijdverslag | Percin 51' | Orange Bowl, Miami Toeschouwers: 3.827 Scheidsrechter: Rodolfo Sibrián ( El Salvador) |

### Groep D
| Land    | Wed | Win | Gel | Ver | DV | DT | +/− | Pnt |
| ------- | --- | --- | --- | --- | -- | -- | --- | --- |
| Canada  | 2   | 1   | 0   | 1   | 2  | 2  | 0   | 3   |
| Haïti   | 2   | 1   | 0   | 1   | 2  | 2  | 0   | 3   |
| Ecuador | 2   | 1   | 0   | 1   | 2  | 2  | 0   | 3   |

Er werd geloot wie er door mocht naar de volgende ronde.
|                                    |       |                  |                  |                                                                                  |
| 17 januari 2002 «onderlinge duels» | Haïti | 0 – 2            | Canada           | Orange Bowl, Miami Toeschouwers: 14.508 Scheidsrechter: Roberto Moreno ( Panama) |
| 17 januari 2002 «onderlinge duels» |       | Wedstrijdverslag | McKenna 28', 48' | Orange Bowl, Miami Toeschouwers: 14.508 Scheidsrechter: Roberto Moreno ( Panama) |

|                                    |         |                  |                             |                                                                                    |
| 19 januari 2002 «onderlinge duels» | Ecuador | 0 – 2            | Haïti                       | Orange Bowl, Miami Toeschouwers: 12.253 Scheidsrechter: Carlos Batres ( Guatemala) |
| 19 januari 2002 «onderlinge duels» |         | Wedstrijdverslag | Méndez 6' (e.d.) Alerte 44' | Orange Bowl, Miami Toeschouwers: 12.253 Scheidsrechter: Carlos Batres ( Guatemala) |

|                                    |        |                  |                   |                                                                                       |
| 21 januari 2002 «onderlinge duels» | Canada | 0 – 2            | Ecuador           | Orange Bowl, Miami Toeschouwers: 3.827 Scheidsrechter: Brian Hall ( Verenigde Staten) |
| 21 januari 2002 «onderlinge duels» |        | Wedstrijdverslag | Aguinaga 88', 90' | Orange Bowl, Miami Toeschouwers: 3.827 Scheidsrechter: Brian Hall ( Verenigde Staten) |

## Knock-outfase
|  | kwartfinale           | kwartfinale           |                       |       | halve finale          | halve finale          |   |  | finale | finale |
|  |                       |                       |                       |       |                       |                       |   |  |        |        |
|  | 26 januari – Miami    |                       |                       |       |                       |                       |   |  |        |        |
|  |                       |                       |                       |       |                       |                       |   |  |        |        |
|  | Costa Rica            | 2                     |                       |       |                       |                       |   |  |        |        |
|  | Costa Rica            | 2                     | 30 januari – Pasadena |       |                       |                       |   |  |        |        |
|  | Haïti                 | 1                     |                       |       |                       |                       |   |  |        |        |
|  | Haïti                 | 1                     | Costa Rica            | 3     |                       |                       |   |  |        |        |
|  | 27 januari – Pasadena |                       | Costa Rica            | 3     |                       |                       |   |  |        |        |
|  |                       | Zuid-Korea            | 1                     |       |                       |                       |   |  |        |        |
|  | Mexico                | Zuid-Korea            | 1                     | 0 (2) |                       |                       |   |  |        |        |
|  | Mexico                |                       | 2 februari – Pasadena | 0 (2) |                       |                       |   |  |        |        |
|  | Zuid-Korea            | 0 (4)                 |                       |       |                       |                       |   |  |        |        |
|  | Zuid-Korea            | 0 (4)                 | Costa Rica            | 0     |                       |                       |   |  |        |        |
|  | 26 januari – Miami    |                       | Costa Rica            | 0     |                       |                       |   |  |        |        |
|  |                       | Verenigde Staten      | 2                     |       |                       |                       |   |  |        |        |
|  | Canada                | Verenigde Staten      | 2                     | 1 (6) |                       |                       |   |  |        |        |
|  | Canada                | 30 januari – Pasadena |                       | 1 (6) |                       |                       |   |  |        |        |
|  | Martinique            | 1 (5)                 |                       |       |                       |                       |   |  |        |        |
|  | Martinique            | 1 (5)                 | Canada                | 0 (2) | derde plaats          | derde plaats          |   |  |        |        |
|  | 27 januari – Pasadena |                       | Canada                | 0 (2) | derde plaats          | derde plaats          |   |  |        |        |
|  |                       | Verenigde Staten      | 0 (4)                 |       | 2 februari – Pasadena | 2 februari – Pasadena |   |  |        |        |
|  | Verenigde Staten      | Verenigde Staten      | 0 (4)                 | 4     | 2 februari – Pasadena | 2 februari – Pasadena |   |  |        |        |
|  | Verenigde Staten      |                       |                       |       |                       | Canada                | 2 |  |        |        |
|  | El Salvador           | 0                     |                       |       |                       | Canada                | 2 |  |        |        |
|  | El Salvador           | 0                     | Zuid-Korea            | 1     |                       |                       |   |  |        |        |
|  |                       |                       | Zuid-Korea            | 1     |                       |                       |   |  |        |        |

### Kwartfinale
|                                    |                      |            |            |                                                                          |
| 26 januari 2002 «onderlinge duels» | Costa Rica           | 2 – 1 (gg) | Haïti      | Orange Bowl, Miami Toeschouwers: 14.823 Scheidsrechter: Alcala ( Mexico) |
| 26 januari 2002 «onderlinge duels» | Centeno 2' Gómez 97' |            | Pierre 62' | Orange Bowl, Miami Toeschouwers: 14.823 Scheidsrechter: Alcala ( Mexico) |

|                 |                                                        |            |                                                     |                                                                             |
| 26 januari 2002 | Canada                                                 | 1 – 1 (nv) | Martinique                                          | Orange Bowl, Miami Toeschouwers: 14.823 Scheidsrechter: Batres ( Guatemala) |
| 26 januari 2002 | McKenna 73'                                            |            | Rogers 63' (e.d.)                                   | Orange Bowl, Miami Toeschouwers: 14.823 Scheidsrechter: Batres ( Guatemala) |
| 26 januari 2002 | Strafschoppen                                          |            |                                                     | Orange Bowl, Miami Toeschouwers: 14.823 Scheidsrechter: Batres ( Guatemala) |
| 26 januari 2002 | McKenna Brennan De Rosario Nsaliwa deVos Stalteri Bent | 6 – 5      | Lupon Clement DiCanot Mirande Reuperne Heurlie Lina | Orange Bowl, Miami Toeschouwers: 14.823 Scheidsrechter: Batres ( Guatemala) |

|                                    |                             |            |                                                         |                                                                             |
| 27 januari 2002 «onderlinge duels» | Mexico                      | 0 – 0 (nv) | Zuid-Korea                                              | Rose Bowl, Pasadena Toeschouwers: 31.628 Scheidsrechter: Pineda ( Honduras) |
| 27 januari 2002 «onderlinge duels» |                             |            |                                                         | Rose Bowl, Pasadena Toeschouwers: 31.628 Scheidsrechter: Pineda ( Honduras) |
| 27 januari 2002 «onderlinge duels» | Strafschoppen               |            |                                                         | Rose Bowl, Pasadena Toeschouwers: 31.628 Scheidsrechter: Pineda ( Honduras) |
| 27 januari 2002 «onderlinge duels» | Noriega de Anda Sosa Hierro | 2 – 4      | Lee Eul-Yong Lee Dong-Gook Choi Sung-Yong Lee Young-Pyo | Rose Bowl, Pasadena Toeschouwers: 31.628 Scheidsrechter: Pineda ( Honduras) |

|                                    |                                |       |             |                                                                                            |
| 27 januari 2002 «onderlinge duels» | Verenigde Staten               | 4 – 0 | El Salvador | Rose Bowl, Pasadena Toeschouwers: 31.628 Scheidsrechter: Richard ( Dominicaanse Republiek) |
| 27 januari 2002 «onderlinge duels» | McBride 9', 11', 21' Razov 72' |       |             | Rose Bowl, Pasadena Toeschouwers: 31.628 Scheidsrechter: Richard ( Dominicaanse Republiek) |

### Halve finale
|                                    |                            |       |                    |                                                                                |
| 30 januari 2002 «onderlinge duels» | Costa Rica                 | 3 – 1 | Zuid-Korea         | Rose Bowl, Pasadena Toeschouwers: 7.241 Scheidsrechter: Sibrian ( El Salvador) |
| 30 januari 2002 «onderlinge duels» | Gomez 44' Wanchope 77, 82' |       | Choi Jin-Cheul 81' | Rose Bowl, Pasadena Toeschouwers: 7.241 Scheidsrechter: Sibrian ( El Salvador) |

|                                    |                                     |            |                              |                                                                                |
| 30 januari 2002 «onderlinge duels» | Canada                              | 0 – 0 (nv) | Verenigde Staten             | Rose Bowl, Pasadena Toeschouwers: 7.241 Scheidsrechter: Prendergast ( Jamaica) |
| 30 januari 2002 «onderlinge duels» |                                     |            |                              | Rose Bowl, Pasadena Toeschouwers: 7.241 Scheidsrechter: Prendergast ( Jamaica) |
| 30 januari 2002 «onderlinge duels» | Strafschoppen                       |            |                              | Rose Bowl, Pasadena Toeschouwers: 7.241 Scheidsrechter: Prendergast ( Jamaica) |
| 30 januari 2002 «onderlinge duels» | McKenna Stalteri De Rosario Nsaliwa | 2 – 4      | Donovan McBride Agoos Mathis | Rose Bowl, Pasadena Toeschouwers: 7.241 Scheidsrechter: Prendergast ( Jamaica) |

### Om derde plaats
|                                    |                                       |       |                 |                                                                                      |
| 2 februari 2002 «onderlinge duels» | Canada                                | 2 – 1 | Zuid-Korea      | Rose Bowl, Pasadena Toeschouwers: 14.432 Scheidsrechter: Bryce ( Trinidad en Tobago) |
| 2 februari 2002 «onderlinge duels» | Kim Do-hoon 34' (e.d.) De Rosario 35' |       | Kim Do-hoon 15' | Rose Bowl, Pasadena Toeschouwers: 14.432 Scheidsrechter: Bryce ( Trinidad en Tobago) |

### Finale
|                                    |                     |       |            |                                                                              |
| 2 februari 2002 «onderlinge duels» | Verenigde Staten    | 2 – 0 | Costa Rica | Rose Bowl, Pasadena Toeschouwers: 14.432 Scheidsrechter: Batres ( Guatemala) |
| 2 februari 2002 «onderlinge duels» | Wolff 37' Agoos 63' |       |            | Rose Bowl, Pasadena Toeschouwers: 14.432 Scheidsrechter: Batres ( Guatemala) |

| CONCACAF Gold Cup Winnaar 2002 |
| ------------------------------ |
| VERENIGDE STATEN 2de titel     |

## Doelpuntenmakers
4 doelpunten
- Brian McBride

3  doelpunten
- Kevin McKenna

2  doelpunten
- Rolando Fonseca
- Rónald Gómez

- Paulo Wanchope

- Álex Aguinaga

1 doelpunt
- Dwayne De Rosario
- Walter Centeno
- Hernán Medford
- Santos Dagoberto Cabrera
- Juan Carlos Plata
- Charles Alerte
- Édison Méndez
- Golman Pierre

- Patrick Percin
- Adolfo Bautista
- Marco Garcés
- Jair García
- Carlos Ochoa
- Choi Jin-cheul
- Kim Do-hoon

- Song Chong-gug
- Stern John
- Jeff Agoos
- DaMarcus Beasley
- Landon Donovan
- Ante Razov
- Josh Wolff

Eigen doelpunten
- Mark Rogers (tegen Martinique)
- Kim Do-hoon (tegen Canada)